# Jamaica (Vermont)
Jamaica ist eine Town im Windham County des Bundesstaates Vermont in den Vereinigten Staaten mit 1.005 Einwohnern (laut Volkszählung von 2020).

## Geografie

### Geografische Lage
Jamaica liegt im Nordwesten des Windham Countys. In den östlichen Ausläufern der Green Mountains. Die höchste Erhebung ist der im Nordwesten liegende 771 m hohe The Pinnacle, im Süden liegt der 633 m hohe College Hill, im Südosten der 641 m hohe Sage Hill, im Nordosten der 604 m hohe Shatterack Mountain und im Osten der 534 m hohe Ball Mountain. Der West River windet sich in Nord-Süd-Richtung durch das Gebiet der Town, seinem Verlauf folgt im Wesentlichen die State Route 30 und der Ball Mountain Brook als einer der größeren Zuflüsse mündet aus westlicher Richtung im West River.

### Geologie
Die geologische Struktur von Jamaica prägte sich in der letzten Eiszeit, als Gletscher Täler und Berge formten. Berge wie der Ball Mountain und der Attridge Hill bestehen aus sehr altem, im Archaikum entstandenen Gneis und Terrassen oberhalb des West Rivers zeigen die Ufer der Gletscherbäche.

### Nachbargemeinden
Alle Entfernungen sind als Luftlinien zwischen den offiziellen Koordinaten der Orte aus der Volkszählung 2010 angegeben.
- Norden: Londonderry, 4,3 km
- Nordosten: Windham, 13,4 km
- Osten: Townshend, 15,4 km
- Süden: Wardsboro, 2,8 km
- Südwesten: Stratton, 11,1 km
- Westen: Winhall, 17,1 km

### Klima
Die mittlere Durchschnittstemperatur in Jamaica liegt zwischen −8 °C (16 °Fahrenheit) im Januar und 18,3 °C (65 °Fahrenheit) im Juli. Die Schneefälle zwischen Oktober und Mai liegen mit bis zu knapp einem halben Meter (17 Inch) etwa doppelt so hoch wie die mittlere Schneehöhe in den USA. Die tägliche Sonnenscheindauer liegt am unteren Rand des Wertespektrums der USA.

## Geschichte

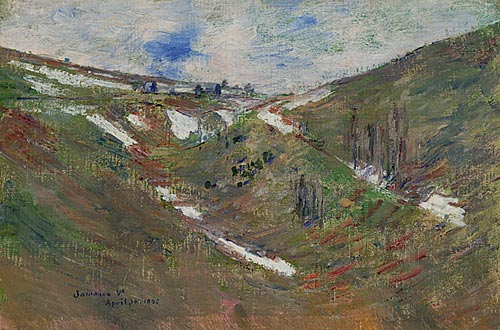
Theodore Robinson Jamaica 1895

Die ersten Grants für die Gegend wurden durch den Gouverneur der Provinz New York in den Jahren 1767 und 1772 vergeben. Sie umfassten die Gebiete zweier Towns. Die im Jahr 1777 gegründete Vermont Republic ignorierte diese und rief im Jahr 1780 eigene Grants aus. Diese ignorierten vorhergegangene Grants und vergaben freies Land am West River und dem Ball Mountain Brook. Insgesamt waren es 67 Grants und noch heute gehören viele Bewohner von Jamaica zu den Nachkommen dieser ersten Siedler. Die Town von Jamaica wurde am 7. November 1780 gegründet. Jamaica ist eine von nur zwei Towns in Vermont, deren Name auf einen ursprünglichen Ortsnamen zurückgeht, er lässt sich auf den Begriff der Natick für Bieber zurück führen. Das erste Town Meeting fand am 3. September 1781 im Haus von William Hayward statt. Unter den ersten Besitzern der Grants waren Thomas Chittenden, Samuel Fletcher, Benjamin How, Ira Allen, William Hayward, John Butler und Paul Hayward.

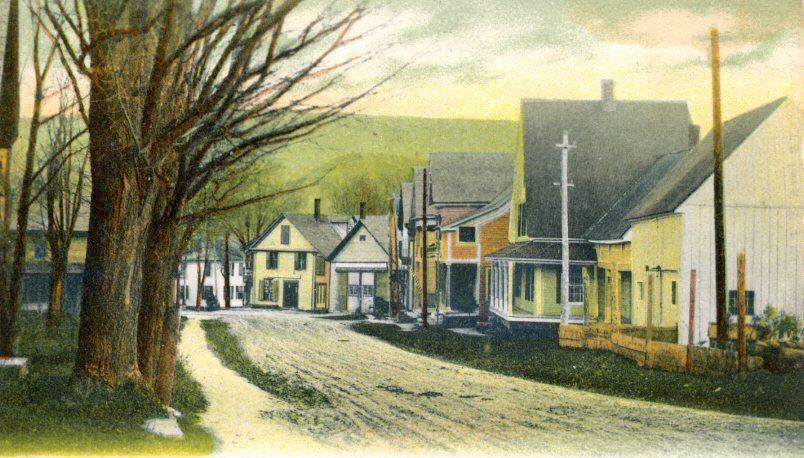
Postkarte von Jamaica 1907

Die Besiedlung startete entlang des West Rivers in der Nähe der Wardsboro Bridge, heute die Gegend um East Jamaica. Die erste Schule wurde im Jahr 1791 gegründet. Nachdem die Siedlung weiter in Richtung Westen wuchs, wurde das Zentrum der Town im Jahr 1800 nach Jamaica Village verlegt. Das erste Geschäft in Jamaica war das Noon House, gegründet im Jahr 1803. Im Jahr 1814 wurde das Jamaica House eröffnet, eine Übernachtungsmöglichkeit für Reisende zwischen Manchester und Brattleboro.

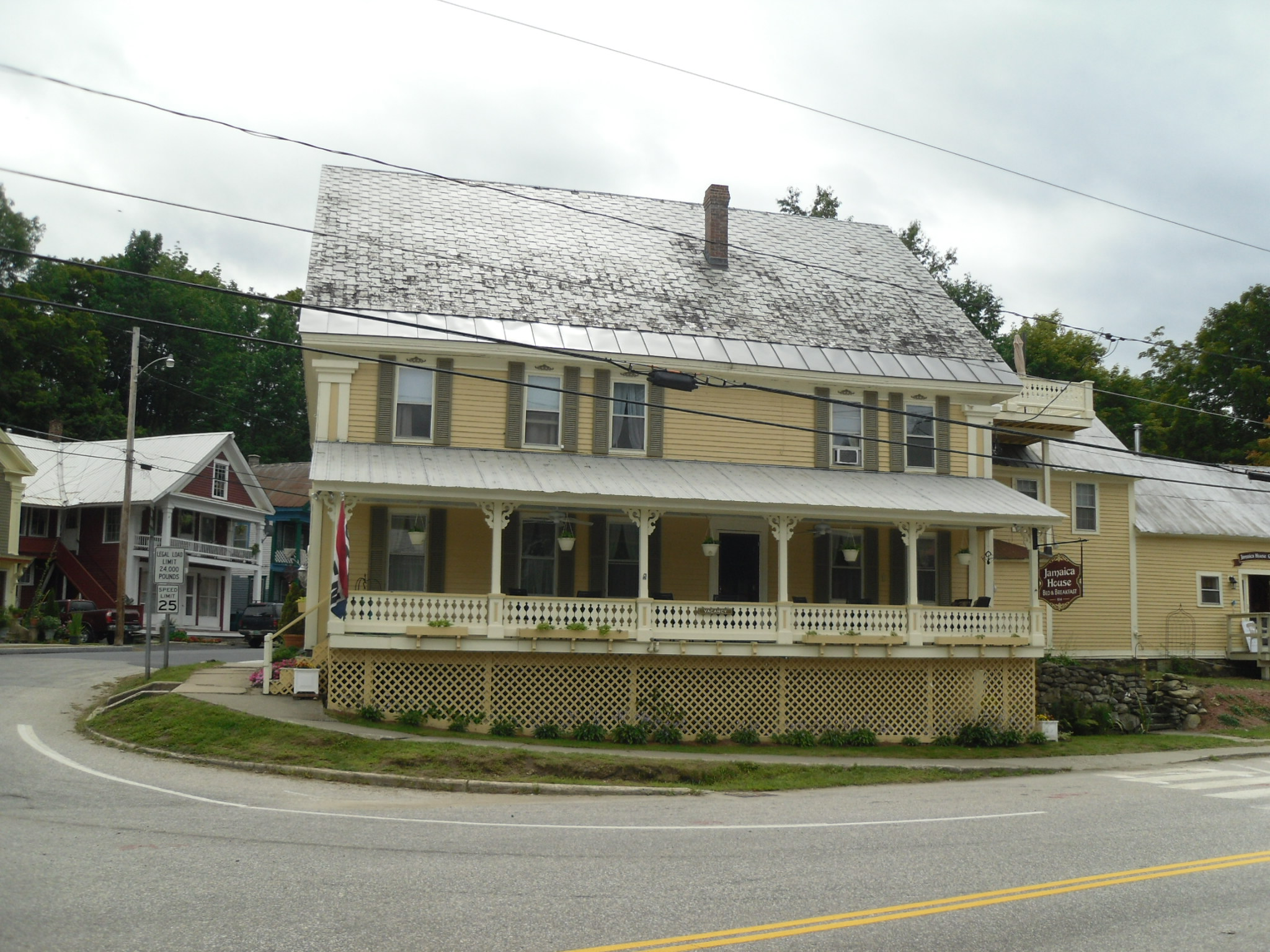
Jamaica House 2010

Einen wirtschaftlichen Aufschwung erlebte Jamaica durch die Einführung des Merinoschafs. Nach dem Sezessionskrieg und dem Niedergang des Wollmarkts jedoch schrumpfte die Bevölkerung in Jamaica. Eine Flut im Jahr 1869 zerstörte zusätzlich viele Brücken und beschädigte die Dämme am Ball Mountain Brook. Erst die Eröffnung der West River Railroad zwischen Brattleboro und Whitehall, New York im Jahr 1877 führte zu neuem Wachstum.
Nachdem keine Schafe mehr die hochgelegenen Weiden niedrig hielten, bewaldeten die Höhen erneut. Die Siedlungen East Jamaika, Rawsonville und Jamaika Village bilden heute die Zentren der Town, nachdem viele der alten Ansiedlungen aufgegeben wurden. 2006 wurde für Jamaica Village der Village Center Designation Status beantragt, den Jamaica Village auch erhielt. Bereits im Jahr 1974 wurde die Town of Jamaica als Historic Village ausgezeichnet.

### Religionen
Knapp 69 % der Bewohner von Jamaica gehören keiner religiösen Gemeinschaft an. In Jamaica gibt es eine katholische Gemeinde, die Gemeinde Our Lady of Ephesus.

### Einwohnerentwicklung
| Volkszählungsergebnisse – Town of Jamaica, Vermont | Volkszählungsergebnisse – Town of Jamaica, Vermont | Volkszählungsergebnisse – Town of Jamaica, Vermont | Volkszählungsergebnisse – Town of Jamaica, Vermont | Volkszählungsergebnisse – Town of Jamaica, Vermont | Volkszählungsergebnisse – Town of Jamaica, Vermont | Volkszählungsergebnisse – Town of Jamaica, Vermont | Volkszählungsergebnisse – Town of Jamaica, Vermont | Volkszählungsergebnisse – Town of Jamaica, Vermont | Volkszählungsergebnisse – Town of Jamaica, Vermont | Volkszählungsergebnisse – Town of Jamaica, Vermont |
| Jahr                                               | 1800                                               | 1810                                               | 1820                                               | 1830                                               | 1840                                               | 1850                                               | 1860                                               | 1870                                               | 1880                                               | 1890                                               |
| -------------------------------------------------- | -------------------------------------------------- | -------------------------------------------------- | -------------------------------------------------- | -------------------------------------------------- | -------------------------------------------------- | -------------------------------------------------- | -------------------------------------------------- | -------------------------------------------------- | -------------------------------------------------- | -------------------------------------------------- |
| Einwohner                                          | 582                                                | 996                                                | 1313                                               | 1553                                               | 1586                                               | 1606                                               | 1541                                               | 1223                                               | 1252                                               | 1074                                               |
| Jahr                                               | 1900                                               | 1910                                               | 1920                                               | 1930                                               | 1940                                               | 1950                                               | 1960                                               | 1970                                               | 1980                                               | 1990                                               |
| Einwohner                                          | 800                                                | 716                                                | 566                                                | 570                                                | 567                                                | 597                                                | 469                                                | 590                                                | 681                                                | 754                                                |
| Jahr                                               | 2000                                               | 2010                                               | 2020                                               | 2030                                               | 2040                                               | 2050                                               | 2060                                               | 2070                                               | 2080                                               | 2090                                               |
| Einwohner                                          | 946                                                | 1.035                                              | 1.005                                              |                                                    |                                                    |                                                    |                                                    |                                                    |                                                    |                                                    |

## Kultur und Sehenswürdigkeiten

### Parks
Der Jamaica State Park umfasst 312 ha (772 acres) und wurde im Jahr 1969 eröffnet. Er bedeckt die östliche Fläche der Town und umfasst mehr als 2/3 der Fläche. Er erstreckt sich bis zum West River. Auf der Fläche befanden sich zuvor einige kleine Farmen und ein Sägewerk. Die West River Railroad führte durch den Park. Die Trasse wird heute als Strecke genutzt, die zum Mountain Dam führt. Die Eisenbahn wurde von 1879 bis 1927 betrieben und durch die Flut des Neuengland-Hurrikans wurde die Strecke zerstört. Das Salmon Hole im State Park gehört zu den bekannten Angelrevieren in Vermont.

### Verkehr
Die Vermont State Route 30 durchquert Jamaica in nordsüdlicher Richtung von Townshand im Süden nach Windhall im Norden und die Vermont State Route 100 mündet im Südosten auf die State Route 30 und verlässt diese im Nordwesten wieder. Die Bahnstrecke Brattleboro–South Londonderry führt durch Jamaica.

### Öffentliche Einrichtungen
Das Grace Cottage Hospital in Townshend ist das nächste Krankenhaus.

### Bildung
Die Jamaica Village School ist eine Elementary School mit Klassen von Pre-Kindergarten bis zur sechsten Klasse. Etwa 100 Schüler besuchen die Schule.
Jamaica gehört zur Windham Central Supervisory Union. Die nächstgelegene High School ist die Leland & Gray Union Middle and High School in Townshend.
In Jamaica steht den Einwohnern die Jamaica Memorial Library zur Verfügung. Die Bücherei liegt im Ortskern und befindet sich in einem ehemaligen Zweiraum Schulhaus.

## Persönlichkeiten

### Söhne und Töchter der Stadt
- Florence Lee (1888–1962), Schauspielerin der Stummfilmzeit
- Orion Metcalf Barber (1857–1930), Richter und Politiker, der Vermont State Auditor war